# Пинский, Анатолий Аркадьевич
Анато́лий Арка́дьевич Пи́нский (19 июня 1956, Калининград Московской области — 14 декабря 2006, Берлин) — российский педагог, активист возрождения еврейской культуры в России, член Российского общественного совета развития образования, координатор Экспертно-аналитического Центра Минобразования РФ, один из разработчиков реформы образования 2000 года, советник Министра образования РФ, директор московской школы 1060.
Разработка осуществлялась по программам внешних заимствования от МБРР и в соответствии с готовой концепцией, не просто изменявшей, но ломающей всю структуру и содержание прежних стандартов. Куратором группы выступал А. Пинский, член РОСРО, педагог-модернизатор, а участвовали в ней А. Водянский, Э. Днепров (тогда уже профессор ВШЭ) и др.

## Биография
Закончил МГПИ, преподавал физику в школе, защитил кандидатскую диссертацию по методике преподавания физики. В 1980-е годы разработал оригинальную педагогическую методологию. Автор трудов по истории педагогики, по общим проблемам построения содержания образования всегда были нацелены на актуальные проблемы современной школы.
Пинский был организатором и активным участником коллективной работы по созданию важнейших документов российской образовательной политики. Многое удалось ему сделать на посту директора Центра содержания образования Высшей школы экономики.
В 1990-х Пинский предпринял успешную попытку практического строительства школы, реализующей в российских условиях ряд важнейших достижений педагогики XX века. В качестве исходной модели Пинский внедрил в школе № 1060, где он был директором, принципы Вальдорфской педагогики, модифицированной для российских условий.

### Ансамбль «Дона»
В 2004 Пинский создал и возглавил ансамбль еврейской песни на идише «Дона», быстро ставший ведущим в России и сумевший объединить вокруг себя многих клезмеров. В течение 2005—2006 организатор и продюсер Международного фестиваля еврейской песни «Идиш-фест» в Москве. Перевел с идиша на русский язык известную еврейскую песню Аарона Цейтлина и Шолома Секунды «Дона Дона».

## Книги А. А. Пинского
- Автоинтеграция. Опыт современной постановки еврейского вопроса. М.: Evidentis, 2007.
- Музыка идишкайта. М.: Альянс-Пресс, 2005.
- Новая школа. М.: Издательство ГУ-ВШЭ, 2002.
- Либеральная идея и практика образования. М.: ГУ ВШЭ, 2001.
- Образование свободы (и несвобода образования). М.: Издательство УРАО, 2001.
- Стратегия модернизации содержания общего образования (редактор).  М.: Мир книги, 2001.
- Традиция и мейнстрим (соавт. В. Рокитянский). М.: Путь, 2000.
- Общество и реформа образования: материалы СМИ (составитель). М.: РОСРО, 2000.
- К Парламентским слушаниям по 12-летке: материалы СМИ (составитель). Секция по образованию Координационного совета СПС—ЯБЛОКО. М., 2000.
- Сон образовательной политики: Ночь перед Рождеством? М.: Яблоко, 1999.
- Экономика школа: эффективная школа (сборник, перевод с немецкого и составитель). М., МИПКРО, 1999.
- Пайдейя. М.: Частная школа, 1997.

## Статьи
Некоторые из размещенных здесь статей вошли затем в различные книги и сборники автора
- Автоинтеграция Архивная копия от 6 февраля 2007 на Wayback Machine
- Анатолий Пинский. О «Доне» и «Дона-Фесте»: краткий очерк

## Сайты под редакцией Анатолия Пинского
- Сайт Анатолия Пинского «Профильное обучение в старшей школе» Архивная копия от 2 января 2007 на Wayback Machine

## Некрологи и воспоминания
- Александр Шишлов. Памяти Анатолия Пинского Архивная копия от 9 октября 2007 на Wayback Machine
- Евгений Бунимович. Школа Пинского («Новая газета»)
- Андрей Фурсенко. Ушел Учитель («Российская газета») Архивная копия от 29 сентября 2007 на Wayback Machine
- Памяти Анатолия Пинского («Учительская газета») Архивная копия от 27 сентября 2007 на Wayback Machine
- Так победит революция идишкайта Архивная копия от 6 февраля 2007 на Wayback Machine Михаэль Дорфман